# Insel im Senftenberger See
Das Naturschutzgebiet Insel im Senftenberger See liegt im Landkreis Oberspreewald-Lausitz in Brandenburg.
Das Gebiet mit der Kenn-Nummer 1370 wurde mit Verordnung vom 26. März 1981 unter Naturschutz gestellt. Das rund 890 ha große Naturschutzgebiet erstreckt sich südlich der Kernstadt Senftenberg im Senftenberger See. Nördlich verläuft die B 96, nördlich und westlich fließt die Schwarze Elster. Die Landesgrenze zu Sachsen verläuft östlich.